# Schloss Wyher

Schloss Wyher

Das Schloss Wyher ist ein Wasserschloss im Süden von Ettiswil in der Schweiz. Es wurde 1304 erstmals urkundlich erwähnt und war lange im Besitz der Familien Feer und später der Pfyffer. Nach dem Brand von 1964 erwarb der Kanton Luzern das Schloss und renovierte die Anlage zwischen 1981 und 1996 aussen und innen umfassend. Das Schloss steht seit 1963 unter Denkmalschutz.

## Geschichte

### Erste Erwähnungen
Die Ursprünge der Schlossbauten sind nicht erforscht. Es ist möglich, dass sich auf der marginalen Erhebung bei einem natürlichen Weiher am Eingang ins Rottal vorher eine keltische oder römische Wehranlage befunden hatte.
Das feste Haus „zem wiger“ wurde 1304 als Sitz der Freiherren von Wediswil erstmals urkundlich erwähnt. 1308 wurde es an die Luternauer, die derzeit auch Kastelen besassen, vererbt. Wyher gelangte 1385 als Mitgift der Edelfrau Dorothea von Luternau an den Luzerner Albert Businger. 1455 verkaufte dessen Enkel Hans Heinrich Businger das Schloss an Hans Bircher in Ettiswil, der das „Haus zem Wyger“ wiederum 1480 an den Luzerner Schultheiss Hans Feer (1418–1484) veräusserte.

### Im Besitz der Familie Feer
Petermann Feer (1454–1519) übernahm in den frühen 1480er Jahren das Schloss von seinem Vater, Hans Feer (1418–1484).
Am 22. Juli 1499 führte Petermann Feer den 800 Mann starken Luzerner Harst von der Ostschweiz zur Schlacht bei Dornach, um den Eidgenossen gegen den Schwäbischen Bund zum Sieg zu verhelfen. Die ersten Schlachtfeiern sind jedoch nicht in Dornach, sondern beim Schloss Wyher nachgewiesen. Das Wasserschloss stellte die belagerte Burg dar, während sich davor die „feindlichen Parteien“ zur „Schlacht“ einfanden, die schliesslich in ein Volksfest mündete. Solche Schlachtfeiern fanden bis kurz vor Ende des 19. Jahrhunderts alle 10 oder 20 Jahre statt.
Petermann Feer errichtete 1510 den Hauptbau mit einer Grundfläche von 13 mal 14 Metern, wobei er wahrscheinlich vorhandene ältere Teile verwendet hatte. Seine Nachfahren ergänzten Mitte 16. Jahrhundert das 34 Meter lange Klösterli samt zwei abschliessenden Rundtürmchen. Dieser Ökonomietrakt mit einer Laube zum Hauptgebäude hin bildet gleichzeitig den nordwestlichen Teil der Umfassungsmauer. Die Zugbrücke wurde vom Nordosten nach Südosten versetzt, der Zugang zum Schloss erfolgte neu von Westen her.
Direkter Nachfolger von Petermann Feer war sein Sohn Beat (1510–1552) aus zweiter Ehe. Er legte sich den Namen „Feer von Wyher“ zu. Ritter Beat Jakob Feer (1540–1598) war der letzte Besitzer aus der Familie Feer. Seine fünf Kinder verstarben alle früh und so verkaufte er Schloss und Hof am 28. Juli 1588 für 18'000 Gulden seinem Schwager Ritter Ludwig Pfyffer von Luzern.

### Im Besitz der Familie Pfyffer
Pfyffer liess im ersten Stock des Herrenhauses das Prunkzimmer einbauen. Er schloss den Bereich zwischen Klösterli und Herrenhaus nach aussen ab und ergänzte die Umfassungsmauer sowie die zwei Rundtürmchen auf der Südostseite. Eine dreijochige Steinbrücke führte nun von Westen her zum Schloss. 1592 errichtete Pfyffer die dem heiligen Ludwig geweihte Schlosskapelle  auf einer kleinen Anhöhe westlich vom Schloss.
Auf Ludwig Pfyffer folgte als Schlossherr sein Sohn Jost Ludwig Pfyffer von Altishofen und Herr zu Wyher. Dessen Sohn Ludwig hatte keine männlichen Nachkommen und die Tochter Barbara wurde Schlossherrin. Sie heiratete Jost Pfyffer von Altishofen (1604–1660); die beiden wurden Stammeltern der Pfyffer von Wyher. Es folgten Franz Ludwig Pfyffer zu Wyher (1633–1689), Ludwig Christoph Pfyffer von Wyher (1658–1716), Jost Franz Pfyffer (1683–1727) und Franz Ludwig Pfyffer zu Wyher als Besitzer.
Letzterer heiratete 1741 die unternehmungslustige Anna d’Hemel (1722–1800), die eines Tages in Abwesenheit ihres Gatten die Dächer des Herrenhauses und der Türmchen auf eine breit ausladende Form umbauen liess. Sie veränderte im Herrenhaus mittels Mauerdurchbrüchen die Raumeinteilung und richtete den zweiten Stock im Louis XVI-Stil ein. Die Steinbrücke wurde mit Erde überschüttet, um einen breiteren Fahrweg zu erhalten. Um das Schloss wurde ein tiefer Graben ausgehoben und ein breiter, mit Kastanien bepflanzter Damm aufgeschüttet. Diese Form behielt Wyher bis etwa 1850.
Nach dem Tod von Franz Ludwig Pfyffer erbten seine Töchter Maria Anna und Maria Hyazintha das Schloss. Maria Hyazintha Pfyffer von Wyher heiratete Jost Bernhard Pfyffer von Altishofen (1748–1836), womit das Schloss wieder an den Hauptstamm der Pfyffer zurückfiel. Ihre Kinder und Erben verkauften Schloss und Hof Wyher am 16. Januar 1837 an die Gebrüder Hieronimus, Alois, Johann und Andreas Hüsler von Hasenhusen in Gunzwil.

### Im Besitz der Familie Hüsler, Bedeutung während des Zweiten Weltkrieges, Unterhalt des Schlosses
Die Bauernfamilie Hüsler brachten das Gut schliesslich durch zwei Weltkriege. Die Familie nutzte die Räumlichkeiten des Schlosses für gute Zwecke: Räume wurden an arme Familien vermietet und im Zweiten Weltkrieg wurde Flüchtlingen Schutz geboten.
Die Trockenlegung der Schlossgräben um 1850 destabilisierte die Mauern, worauf die Ringmauer Richtung Grosswangen samt den beiden Ecktürmen abgetragen werden musste. 1930 erneuerten Hüslers das Verbindungsstück zwischen Herrenhaus und Klösterli. Nach schwerem Hagelschlag im Jahre 1950 wurde das Klösterli vor dem neu Decken mit einem solideren Dachstuhl versehen.

### Brand und Renovation
1961 wurde das Schloss zum Verkauf ausgeschrieben. Grossrat Fritz Steiner ergriff die Initiative, um das Schloss für die Öffentlichkeit zu erhalten. Er wies im Grossen Rat auf Nutzungsmöglichkeiten für den Kanton hin, der gerade einen Standort für das Historische Museum suchte. Es kamen Kaufverhandlungen zwischen dem Kanton und der Familie Hüsler-Boog in Gang. Im Juli 1963 wurde das Schloss unter Denkmalschutz gestellt.
Ein Blitz löste in der Nacht vom 25. auf den 26. Juli 1963 einen Brand im Dach des Haupthauses aus, der sich in die oberen Räume ausbreitete. Das Parterre, der Verbindungstrakt und das Klösterli konnten von der Feuerwehr gerettet werden.
Im September 1963 kam ein Kaufrechtsvertrag zwischen dem Kanton Luzern und der Erbengemeinschaft Hüsler zustande. Ende September konnte ein von der Brandversicherung bezahltes Notdach erstellt werden. Freiwillige räumten den Brandschutt weg und retteten wertvolle Ausstattung wie Schnitzereien, Täfer, Decken und Balken.
Ein 1964 gegründetes Initiativkomitee hatte das Ziel, das Äussere der Schlossanlage wiederherzustellen.
Am 20. September 1965 sprach das Parlament einen Kredit von 122'000 Franken für den Erwerb des Schlosses inklusive Umgebung im Umfang von 1 ha 44 a 28 m² mit dem Zweck, das Kulturdenkmal zu bewahren und der Öffentlichkeit zugänglich zu machen. 1970 wurde vom Grossen Rat die Schaffung einer mit 100'000 Franken ausgestatteten Stiftung Schloss Wyher genehmigt, die für Einrichtung, Betrieb und Unterhalt des Schlosses zuständig sein soll. Erst 1972 wurde der Stiftungsrat eingesetzt.
Das Initiativkomitee rettete und erwarb unterdessen Teile der früher verkauften Inneneinrichtung, beispielsweise Böden, Täfer, Decken, Gitter, Öfen, Säulen oder Sandsteinfassungen.
Verschiedene Projekte zur späteren Nutzung des Schlosses (z. B. Kongresshaus, Schulungszentrum, Gaststätte, Unterkünfte für Schülerlager) schafften den Durchbruch nicht. Es konnte auch kein Mäzen gefunden werden.
Ein unerwartetes Kaufangebot von Cäcilie Christine Caroline Immaculatae Michaela Thaddäa, Altgräfin zu Salm-Reifferscheidt und Udo Proksch hätte die finanziellen Fragen gelöst: Der noch von der Regierung zu genehmigende Baurechtsvertrag vom 2. November 1973 hätte den Wiederaufbau auf Kosten der Bauherren und Nutzung für 100 Jahre vorgesehen. Jedoch wären nur einzelne Räume während vier Wochen pro Jahr für öffentliche Ausstellungen zur Verfügung gestanden. Diese dem Stiftungszweck nicht entsprechende starke Einschränkung der Nutzung sowie die wenig vertrauenserweckend scheinenden Käufer führten in der Öffentlichkeit zu grosser Entrüstung und später zur Sistierung des Baurechtsvertrags.

### Stiftung Schloss Wyher
Am 13. Januar 1970 wurde die Stiftung Schloss Wyher gegründet.
Zweck der Stiftung ist die Rettung des Schlosses sowie der Schlossanlage vor weiterem Zerfall durch Restaurierung, wobei die damit anfallenden Kosten durch öffentliche Kredite sowie von Stiftungen und Beiträgen Dritter beschafft werden sollten. Für die Einrichtung, den Unterhalt und den Betrieb hat die Stiftung aufzukommen.
Das wieder hergestellte Kulturdenkmal ist der Öffentlichkeit zugänglich zu machen.
Ab 1976 wurden die Aussenmauern des Schlosses saniert und das Herrenhaus mit einem Dach versehen. Die zweite Etappe 1981 bis 1983 widmete sich vor allem den Nebengebäuden: Das Klösterli wurde für Ausstellungen hergerichtet, die Umfassungsmauer mit den vier Türmchen wurde wiederhergestellt.
In der Bauetappe von 1992 bis 1996 kamen die für Veranstaltungen geeigneten Räume, elektrische und sanitäre Anlagen sowie die Heizung an die Reihe. 1994 wurde eine Zugbrücke gebaut, 1995 der Wassergraben wieder gefüllt. Am 13. Oktober 1996 feierte man den Abschluss der Gesamtrenovation mit einem Schlossfest.

### Gönnerverein Schloss Wyher
Der am 31. Mai 1995 gegründete Gönnerverein Schloss Wyher bezweckt die Unterstützung der Stiftung Schloss Wyher in deren Bestreben, das Schloss zu unterhalten,
die Organisation und Unterstützung gezielter Hilfsaktionen, die Zusammenarbeit mit kantonalen und eidgenössischen Instanzen.
Den Aktivitäten des Gönnervereins ist es zu verdanken, dass die Wiederherstellung und die Rettung der Schlossanlage schnell verlief. Er beschaffte unter anderem finanzielle Mittel für die Renovation des Feersaales, für den Rückkauf der prunkvollen Pfyfferstube und den Einbau einer Cafeteria im Erdgeschoss.
Ab 1996 bis 2012 war der Gönnerverein zudem Pächter der Schlossanlage und damit für den Betrieb verantwortlich. Die erwirtschafteten Beträge kamen vollumfänglich dem Schloss zugute.

## Heutige Nutzung
Die Stiftung Schloss Wyher als Eigentümerin des Wasserschlosses Wyher verpachtet die Schlossanlage und die Schlossräumlichkeiten seit 2012 mit einem langjährigen Mietvertrag der Gastgeber AG. Diese sichert den Betrieb als Event- und Kulturzentrum sowie Erlebnisgastronomie für Gesellschaften und Individualkunden, bietet den Raum für Kulturveranstaltungen, welche einem breiten Publikum zugänglich sind. Schlossführungen sind auf Voranmeldung möglich.

## Kulturförderung
Mit der Förderung und Unterstützung von kulturellen Veranstaltungen bezweckt die Stiftung Schloss Wyher, die regionale und überregionale Ausstrahlung des Wasserschlosses zu bewahren und auch zu verstärken.
Schloss Wyher beherbergte von 1996 bis 2020 im Dachstock Klösterli die dem Kanton gehörende volkskundliche Sammlung des Mundartforschers und Schriftstellers Josef Zihlmann (1914–1990). Heute befindet sich diese im Historischen Museum in Luzern.
Im Jahre 1996 war Schloss Wyher Standort der Renaissance Ausstellung zum Jubiläum 600 Jahre Stadt und Land Luzern.
Die Stiftung Schloss Wyher stellt jährlich im Frühling dem "Stimmenfestival Ettiswil" Räumlichkeiten für zwei Veranstaltungen zur Verfügung.
Seit dem Jahre 2013 verleiht die Stiftung Schloss Wyher jedes Jahr für die beste Abschlussarbeit an der Hochschule Luzern, im Fachbereich Volksmusik die "Goldene Lilie". Diese Veranstaltung findet im Herbst statt.